# Hidrozračni brod
Hidrozračni brod ili čamac je vrsta plovila sastavljena od dva tuljka spojenih na platformu putem spojnika. Hidrozračni brod je unaprijeđen dizajn katamarana i SWATH brodova. Prvi takav brod konstruirala je i proizvela 1990. godine tvrtka Mikrotehna d.d. iz Zagreba, Hrvatska.

## Opis broda
Hidrozračni brod je izrađevina takvog oblika i konstrukcije koji ima manji otpor valova od katamarana i SWATH-a, te proporcionalno ugrađenoj snazi motora postiže veću brzinu.
Tuljci opterećeni trupom broda i teretom djelomično plutaju ispod površine vode čime se uglavnom sprječava veliki otpor valova kod većih brzina. Hidrozračni brod je dakle sličan katamaranu smo što plovci, odnosno tuljci plutaju djelomično pod vodom.
Trup broda je izrađen od dva valjka (okrugle cijevi) međusobno spojena rebrima, kobilicom i oplatom. Dva valjka u trupu omogućuju jednostavnost izrade i veliku sigurnost u pogledu nepotopljivosti broda.
Trup broda je s konstrukcijskim profilima vezan za hidrodinamičke tuljke tako da brod prolazi kroz valove samo s donjim hidrodinamičkim tuljcima. Navedeno plovilo se kreće djelomično u dva medija, vodi i zraku, čime je donekle izbjegnuto gibanje u prelaznom području, a time i skokovit otpor valova.

### Karakteristike broda
Jednostavnost izgradnje ovakvog plovila je u izradi hidrodinamičkih tuljaka i valjaka ugrađenih u trup (okrugle cijevi), a veze među njima uglavnom su jednostavne konstrukcije.
Što se tiče sigurnosti, plovilo može biti opterećeno i iznad vodene linije do potpunog uronjavanja donjih tuljaka bez bojazni za sigurnost, samo bi u tom slučaju brzina broda bila znatno manja.

## Namjena
Ovakva vrsta plovila izrađuje se za više namjena:
- hidrozračni apartmanski brod,
- hidrozračni putnički brod,
- hidrozračni ekološki brod,
- hidrozračni brod-trajekt.

## Prednosti
Osnovne prednosti hidrozračnog broda u odnosu na katamaran i SWATH su:
- lakša izrada,
- veliki prostor (BRT) u odnosu na istisninu,
- veća brzina po ugrađenoj snazi motora,
- veća sigurnost u plovidbi,
- manja težina broda u odnosu na korisnu nosivost,
- bolje ponašanje na valovima - kod manjih valova uz more III brod se praktički ne ljulja.

## Vanjske poveznice
- Mikrotehna - Hidrozračni brod  Arhivirana inačica izvorne stranice od 26. veljače 2018. (Wayback Machine)